# 青森県道149号目時停車場線
青森県道149号目時停車場線（あおもりけんどう149ごう めときていしゃじょうせん）は、青森県三戸郡三戸町を通る一般県道である。

## 概要
青い森鉄道線・いわて銀河鉄道線 目時駅前と国道4号を結ぶ。道路の用地は、国道4号現道（青岩バイパス・新青岩橋）と共に単線時代の旧東北本線であった用地を転用している。すぐ南を流れる馬淵川は青森県と岩手県の県境である。

### 路線データ
- 起点 : 目時停車場[1]
- 終点 : 国道四号交点（三戸郡三戸町）[1]

## 歴史
- 1961年（昭和36年）2月10日 - 県道に認定される[1]。

## 地理

### 交差する道路
- 国道4号（終点）

### 沿線の施設
- 青い森鉄道線・いわて銀河鉄道線 目時駅